# Shaogen
Shaogen (kinesiska: 绍根, 绍根镇) är en köping i Kina. Den ligger i den autonoma regionen Inre Mongoliet, i den norra delen av landet, omkring 820 kilometer nordost om regionhuvudstaden Hohhot. Antalet invånare är 18725. Befolkningen består av 9 142 kvinnor och 9 583 män. Barn under 15 år utgör 15,0 %, vuxna 15-64 år 79 %, och äldre över 65 år 5,0 %.
Genomsnittlig årsnederbörd är 513 millimeter. Den regnigaste månaden är juli, med i genomsnitt 128 mm nederbörd, och den torraste är januari, med 3 mm nederbörd.